# Адамо, Амелия
Амелия Анна Валерия Адамо (швед. Amelia Anna Valeria Adamo; род. 24 февраля 1947, Рим, Италия) — шведская журналистка и общественная деятельница. Главный редактор ряда популярных в Швеции женских журналов.

## Биография
Амелия Адамо является дочерью итальянской экономки Эльды Муцци. Отец Амелии был сыном хозяина дома, где работала мать. В 1947 году Амелия вместе с мамой приехала в Швецию, когда ей было девять месяцев. Пока ей не исполнилось шесть лет, она постоянно была со своей матерью, которая работала горничной.
6 февраля 1954 года мать Амелии вышла замуж за фабричного рабочего Оскара Адамо (1926—2005). Так Амелия получила фамилию отчима. После замужества матери Адамо четыре года училась в монастырской школе в Наке.
В 1974 году Адамо получила степень бакалавра искусств. В 1975 году она начала работать репортёром в журнале Svensk Damtidning. В 1979 году она перешла в журнал Husmodern. С 1981 по 1983 года она работала на должности выпускающего редактора VeckoRevyn. Следующие семь лет (1984—1991) выполняла функции менеджера в газете Aftonbladet. В 1991 году Амелия возглавила журнал VeckoRevyn, который в тот момент имел серьёзные проблемы. Однако Адамо за три года удалось вновь сделать журнал одним из ведущих. В 1994 году она была менеджером Ungförlaget.
Известной в Швеции она стала после появления в 1995 году журнала Amelia, принадлежащий медиагруппе Bonnier Group и названного в честь Адамо. В том же году она стала публичным директором и заместителем исполнительного директора Bonniers Weekly. В 2002 году она была назначена на должность профессора JMG в Гётеборге.
Она также основала журнал Tara 2000 году, а затем в 2006 году создала журнал M-magazine для женщин 50+. Адамо также была одним из авторов альманаха «Для всех мам: 16 известных женщин пишут о материнстве» (швед. Till alla mammor : 16 kända kvinnor skriver om mammarollen, 1997) и книги «Секс, любовь и некоторые люди позже» (швед. «Sex, systerskap och några män senare», 2010).
Адамо часто участвует в публичных дебатах, где любит занимать позиции по разным вопросам. Она также была послом Часа Земли.

## Личная жизнь
В браке с Ларсом С. Г. Эриксоном (1930—1985) у неё родилось двое детей. Она вышла замуж в 1982 году. С 1985 года жила вместе с Торбьёрном Ларссоном. С 2015 года встречается с парикмахером Лусио Бенвенуто.

## Награды
- Большая премия журналистов (швед. Stora Journalistpriset; 1986, 2003)